# Polyorycta hemirhoda
Polyorycta hemirhoda là một loài bướm đêm trong họ Noctuidae.